# Jasper De Buyst
Jasper De Buyst (ur. 24 listopada 1993 w Asse) – belgijski kolarz szosowy i torowy, zawodnik profesjonalnej grupy kolarskiej Lotto Soudal.

## Najważniejsze osiągnięcia
2013
- 1. miejsce w Pucharze Świata w Kolarstwie Torowym 2013/14 w Manchesterze (Omnium)
- Mistrzostwa Belgii
  -  1. miejsce w wyścigu punktowym
  -  1. miejsce w madison (razem z Iljo Keisse)
- 1. miejsce w Sześć Dni Gentu (razem z Leif Lampater)
- International Belgian Open
  - 1. miejsce w omnium
  - 1. miejsce w madison (razem z Kenny De Ketele)
- 3 Jours d'Aigle
  - 1. miejsce w omnium
  - 1. miejsce w madison (razem z Kenny De Ketele)

2014
- Puchar Świata w Kolarstwie Torowym 2013/14 (klasyfikacja generalna)
  - 1. miejsce w omnium
  - 1. miejsce w madison (razem z Kenny De Ketele)
- 1. miejsce w Sześć Dni Gentu (razem z Kenny de Ketele)
- 3. miejsce w Sześć Dni Zurychu (razem z Kenny de Ketele)

2015
- 3. miejsce w Mistrzostwach Świata w Kolarstwie Torowym w madison (razem z Otto Vergaerde)
- 6. miejsce w Tour de Picardie

2022
- 3. miejsce w Egmont Cycling Race

2023
- 3. miejsce w Rund um Köln